# Warwickshire
Warwickshire là một hạt của Anh. Hạt có diện tích 1975 km², dân số 536.100 người.
Warwickshire là hạt không giáp biển ở West Midlands của Anh. Thị trấn thủ phủ là Warwick, mặc dù thị trấn lớn nhất là Nuneaton. Hạt này nổi tiếng là nơi sinh của William Shakespeare. Các chữ viết tắt thường dùng cho hạt là Warks hoặc Warwicks.
Hạt được chia thành 5 quận của Bắc Warwickshire, Nuneaton và Bedworth, Rugby, Warwick và Stratford-on-Avon. Các ranh giới của quận hạt hiện nay được đặt ra năm 1974 theo Đạo luật Chính quyền Địa phương năm 1972. Các ranh giới của quận hạt lịch sử cũng bao gồm Coventry và Solihull cũng như nhiều thành phố Birmingham.